# Joakim Henberg
Joakim Tobias Kämpe, tidigare Henberg, född 1 november 1988 i Skövde, är en svensk tidigare handbollsspelare. Han kom tillbaka till sin moderklubb till säsongen 2010/2011 från elitserielaget IFK Skövde.